# Noucentisme
Con Noucentisme (AFI: [ˌnɔwsənˈtizmə]) s'intende il movimento culturale che caratterizzò la Catalogna dei primi anni del XX secolo, in contrapposizione con il modernismo che aveva dominato il periodo precedente.
Il nome venne coniato nel 1906 da Eugeni d'Ors seguendo la tradizione italiana di chiamare gli stili con il nome dei secoli in cui si erano sviluppati (ad esempio, il Quattrocento, il Cinquecento, ecc..) e sfruttando l'equivalenza fonetica del termine nou che in catalano significa sia "nove" che "nuovo". Noucentisme richiama così non solo il Novecento, ma dà inoltre l'idea di un movimento di rinnovazione.
Sempre nel 1906 vennero inoltre pubblicate due opere essenziali del noucentisme quali: Els fruits saborosos del poeta Josep Carner e La nacionalitat catalana del politico conservatore Enric Prat de la Riba.

## Esponenti principali
- Pompeu Fabra
- Eugeni d'Ors
- Josep Puig i Cadafalch
- Josep Maria Sert
- Joaquim Ruyra
- Joaquim Torres-Garcia
- Arístides Maillol
- Rafael Masó i Valentí